# Notophorina falcata
Notophorina falcata är en insektsart som beskrevs av Burckhardt 1987. Notophorina falcata ingår i släktet Notophorina och familjen rundbladloppor. Inga underarter finns listade i Catalogue of Life.